# Макаренко, Владимир Афанасьевич
Влади́мир Афана́сьевич Мака́ренко (9 декабря 1933, Москва — 13 февраля 2008, Москва) — советский и российский востоковед, специалист по тагальскому языку и культуре Филиппин, один из основоположников филиппинистики в России. Опубликовал более 60 книг и научных статей по лексикографии, орфографии, социальной лингвистике на русском, английском, тамильском и тагальском языках, более 50 рецензий и более 100 научно-популярных статей и статей для энциклопедий в России, на Украине, в Чехословакии, Индии, Таиланде, Малайзии, Филиппинах, Японии, Китае, Сингапуре.

## Краткая биография
Родился в семье военного. В 1952 году с золотой медалью окончил Московское суворовское военное училище и поступил на экономический факультет МГУ им. М. В. Ломоносова. После окончания университета в 1957—1964 годах работал редактором, затем старшим редактором Государственного издательства иностранных и национальных словарей. Под его редакцией были подготовлены первые в Советском Союзе Тагальско-русский словарь (1960 г.), Русско-тагальский словарь (1965 г.) и др. Он выступил также в качестве составителя Малаялам -русского словаря (1971, совместно с М. С. Андроновым) и Каннада-русского словаря (1979, совместно с др.). В 1960—1964 годах Макаренко занимался в аспирантуре Института восточных языков (ИВЯ) при МГУ по профилю лингвистики. В 1959 году по его инициативе началось преподавание тагальского языка в этом институте сначала как второго восточного для студентов индонезийского/малайского отделения, а с 1975 года как основного восточного языка на историко-филологическом факультете (с 1979 года — и на социально-экономическом факультете). С 1964 года он — преподаватель ИВЯ. Кроме тагальского языка вел курс по теоретической и исторической лингвистике, а также семинары по австронезийским языкам. В 1966 году защитил диссертацию на соискание научной степени кандидата филологических наук «Словообразование в современном тагальском языке». В 1970 году получил звание доцента. Им составлены программы преподавания тагальского, индонезийского и малайзийского языков. Являлся секретарём журнала «Вестник Московского университета» (серия востоковедения) со времени его создания (1970 г.), член редакционных коллегий ряда других научных журналов (в том числе «Восточная коллекция»). С 1985 года, когда тагальская специализация была временно закрыта, В. А. Макаренко перешёл на работу в Институт научной информации по общественным наукам (ИНИОН) Академии наук СССР, где возглавил отдел Азии и Африки и стал редактором библиографического индекса «Языкознание». С 1997 года с восстановлением тагальской специализации в ИСАА параллельно с работой в ИНИОН стал вести в ИСАА курс тагальского языка и филиппинской литературы. Член Общества востоковедов при Институте востоковедения РАН, Общества «Нусантара», Союза писателей России, Союза журналистов России, Русского географического общества, пожизненный член Лингвистического общества Филиппин.
Похоронен на кладбище Ракитки.

## Основные научные работы
- Тагальско-русский словарь. М., 1959 (редактор).
- Some data on Indian cultural influences in South-East Asia. To the history of the Origin and Development of the Old Filipino script // Tamil Culture. — Madras, 1964. — Vol. 11, № 1. — p. 58—91.
- О степени родства тагальского и индонезийского языков // Вопросы филологии стран Юго-Восточной Азии. М: МГУ, 1965.
- Тагальско-индонезийские словообразовательные параллели //Вопросы филологии стран Юго-Восточной Азии. М: МГУ, 1965.
- Русско-тагальский словарь. М, 1965 (редактор).
- Tamil loan-words in some languages of South-East Asia // The International Association of Tamil Research News. — [Kuala Lumpur], 1966.
- Морфологическая структура слова в современном тагальском языке // Ломоносовские чтенияю Апрель 1965. М.: МГУ, 1966.
- Изучение в СССР филиппинских языков до и после Октября // Народы Азии и Африки, 1967, № 6.
- По берегам Ганга. — М.: Мысль, 1968 (совместно с В. Алексеевым).
- Tamilological Studies in Russian and in the Soviet Union // Tamil Studies Abroad. — Kuala Lumpur, 1968.
- The Purists are net (Special Report «The Philippine language dilemma» // Graphic. — Manila, July 1969.
- Тагальское словообразование. М., 1970.
- Развитие современной языковой ситуации в Филиппинской республике и его основные тенденции // Проблемы изучения языковой ситуации и языкового вопроса в странах Азии и Северной Африки. М., 1970.
- Языковая ситуация на Филиппинах в прошлом и настоящем // Народы Азии и Африки, 1970, № 5.
- Малаялам-русский словарь. М., 1971 (совместно с М. С. Андроновым).
- South Indian influence on Philippine languages // Philippine Journal of Linguistics. — Manila, 1972. — Vol. 23, № 1—2.
- Принципы строения словообразовательных систем имён существительных в индонезийском и тагальском языках // Вестник Московского университета (серия 13 востоковедение). 1973, № 1.
- General Characteristics of Filipino Word formation // Parangal kay Cecilo Lopez. — Queson City, 1973.
- Основные проблемы исследования древнефилиппинского письма // Советская этнография. 1973, № 2.
- Philippine Journal of Linguistics (1970—1972) // Народы Азии и Африки, 1974, № 3.
- Основные черты послевоенной филиппинской литературы // Литературы зарубежной Азии в современную эпоху, М., 1975.
- Языковая ситуация и языковая политика на Филиппинах: основные проблемы исследования // Языковая политика в афро-азиатских странах. М., 1977.
- Программы по теории индонезийского языка. М.: МГУ, 1977.
- Wikang Pilipino (Учебник филиппинского языка). — M.: МГУ, 1978 (редактор).
- Каннада-русский словарь. М., 1979 (совместно с др.).
- Эволюция современного тагальского языка // Народы Азии и Африки, 1979, N 3.
- О развитии современной тамильской новеллы // Вестник МГУ. Сер. 14, Востоковедение, 1976, № 2, с. 46—57.
- Языковая ситуация // Филиппины. Справочник. М.: Наука, 1979.
- Indonesian Linguistics in the Soviet Union in the 60’s and 70’s // Bijdragen tot de taal, land- en folkenkunde. — Leiden, 1980. — Deel 136, 4-e Aflev. (совместно с Л. Н. Демидюк).
- Программы по теории малайзийского языка. М.: МГУ, 1981.
- A Preliminary Annotated Bibliography of Pilipino Linguistics (1604—1976). Ed. By Andrew Gonzalez, FSC, and Carolina N. Sacris. Manila, 1981. — XIV. — 257 p. (with Biodata).
- The most recent phenomena in the Evolution of Contemporary Tagalog language and Prognosis of its development // Asian and African Studies. — Bratislava, 1981. — Vol. 17. — p. 165—177 (in cooperation with J. Genzor).
- Языковая политика японских оккупационных властей на Филиппинах в 1942—1945 годах // Вопросы японской филологии. М.: МГУб 1981, выпуск 5.
- Этнографические процессы в странах австронезийских языков: Индонезия, Малайзия, Филиппины // Национальный вопрос в странах Востока. М., 1982.
- Проблемы разработки истории филиппинского национального языкознания // Теоретические проблемы восточного языкознания. М., 1982.
- Языковый вопрос в Республике Филиппин // Народы Азии и Африки, 1983, N 2.
- Soviet Studies of the Philippines. — Manila, 1983.
- Reflection of the National Idea in the Literature and Arts of the Philippines // National Build-Up and Literary/Cultural Process in SEA. — Moscow, 1997.
- Языковая ситуация и языковая политика в Юго-Восточной Азии: сравнительное исследование // Вестник Московского университета (серия 13 востоковедение). 1999, № 2 (совместно с В. А. Погадаевым).
- Language Situation and Language Policy in Southeast Asia // Parangalcang Brother Andrew. Festschrift for Andrew Gonzales on His Sixtieth Birthday. Editors: Ma Lourdes S. Bautista, Teodoro A. Llam-zon, Bonifacio P. Sibayan. Linguistic Society of the Philippines. — Manila, 2000, — P. 213—225. (in cooperation with V. A. Pogadaev).
- Языковая политика в малайскоязычных странах как парадигма развития //Indonesian and Malay World in the Second Millenium: Milestones of Development. Papers presented at the 11th European Colloquium on Indonesian and Malay Studies. Moscow, 29 June — 1 July 1999. — M. Общество Нусантара, 2000. (in cooperation with V. A. Pogadaev).
- Словарь современных понятий и терминов. М.: Республика, 2002.

## Переводы на русский
- Амадо В. Хернандес. Рисовые зёрна. М., 1971.
- Филиппинские новеллы. Алма-Ата, 1973.
- Современная филиппинская поэзия. М., 1974.
- Современная индийская новелла. М., 1976.
- Бамбуковая флейта. М., 1977.
- Из филиппинской поэзии XX века. М., 1981.
- Современная филиппинская новелла 60—70 годов. М., 1984.
- Во имя жизни. М. 1986.
- Сиониль-Хосе Франсиско. «Два рассказа». — Иностранная литература № 8, 1986.